# Středomoravská nářeční skupina

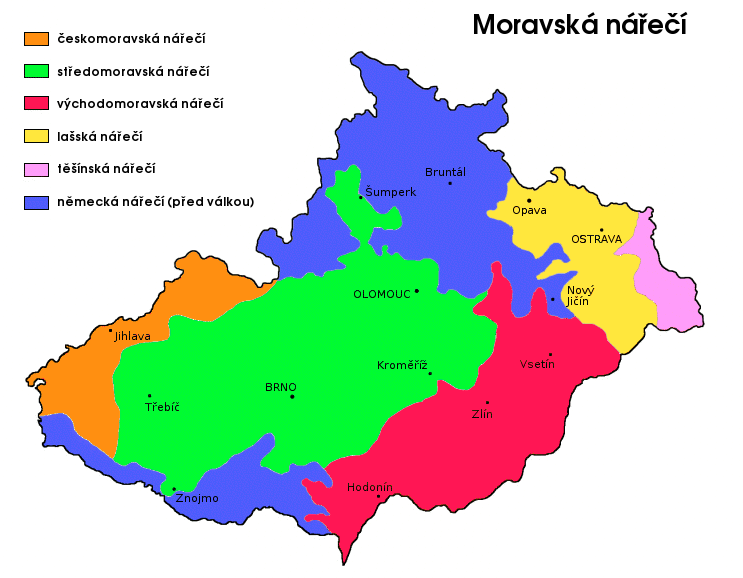
Středomoravská nářeční skupina

Středomoravská nářeční skupina (také hanácká nářeční skupina) je skupina nářečí českého jazyka, užívaná přibližně na území střední části Moravy, nejvýrazněji její rysy můžeme pozorovat na území Hané. Nadnářeční útvar, který eliminuje nejvýraznější specifika jednotlivých středomoravských nářečních podskupin, se označuje jako obecná hanáčtina nebo obecná středomoravština či jako hanácký (středomoravský) interdialekt (kde je např. místo dialektního tvaru (oni) vijó (spis. vědí) tvar vijou).

## Vymezení
Západní hranice nářečí odděluje středomoravské nářečí od nářečí českých a probíhá Českomoravskou vrchovinou. Hranice se nekryje s historickou hranicí mezi Čechami a Moravou. Kolem ní se hovoří nářečím českým, respektive tzv. nářečím českomoravským. Západní hranici středomoravského nářečí podle Františka Bartoše (1895) tvoří od jihu obce: Dešov, Štěpkov, Knínice, Krasonice na Jemnicku, přes Horky u Moravských Budějovic po Štěměchy a Heraltice na Třebíčsku. Potom přes Jestřebí, Uhřínovice, Příseka, Komárovice a Střížov v okolí městečka Brtnice na Jihlavsku, tam se hranice láme směrem na východ a dále vede přes Radošov, Pavlínov a Netín u Velkého Meziříčí, tady hranice protíná dálnici D1 zhruba na 137. kilometru. Potom vede kolem obcí Jívoví u Křižanova, Mirošov, Dolní Rožínka, Rožná a Štěpánov nad Svratkou až po Horní Smržov u Letovic (dnes i severněji, přinejmenším ještě ve Slatině).
Severní hranice oblasti odděluje nyní oblasti se smíšeným nářečím na severní Moravě, před rokem 1945 osídlené německým obyvatelstvem (okolí Svitav, Moravské Třebové, Zábřehu na Moravě, Rýmařova a Šternberku). Severní hranici od Horního Smržova lze vymezit městy a obcemi Velké Opatovice, Jevíčko, Městečko Trnávka, Pavlov a Loštice.
Na východě oblast hraničí s východomoravským nářečím, její přesná hranice je popsána zde. Prochází okolím měst Lipník nad Bečvou, Bystřice pod Hostýnem, Holešov, Kroměříž, Ždánice, Klobouky u Brna, Hustopeče u Brna a končí obcí Starovičky.
Na jihu oblast hraničí s oblastmi, které byly dříve osídlené německy mluvícími obyvateli (Mikulovsko a část Znojemska).

## Celková charakteristika

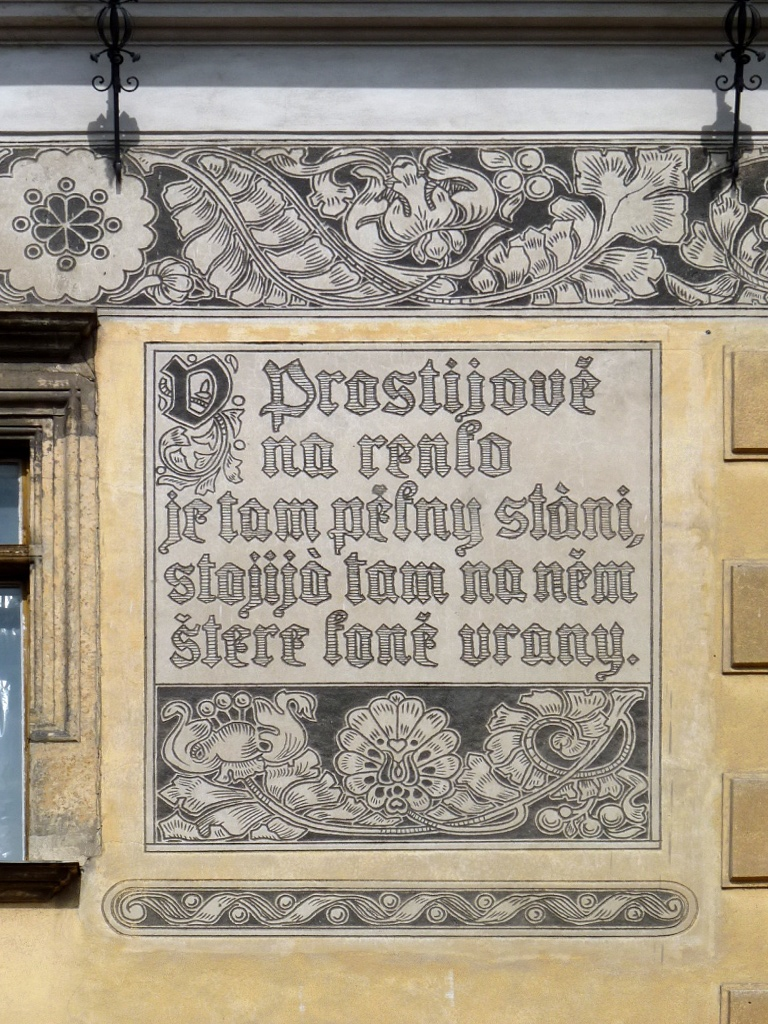
Báseň na fasádě prostějovského zámku psaná v hanáckém nářečí

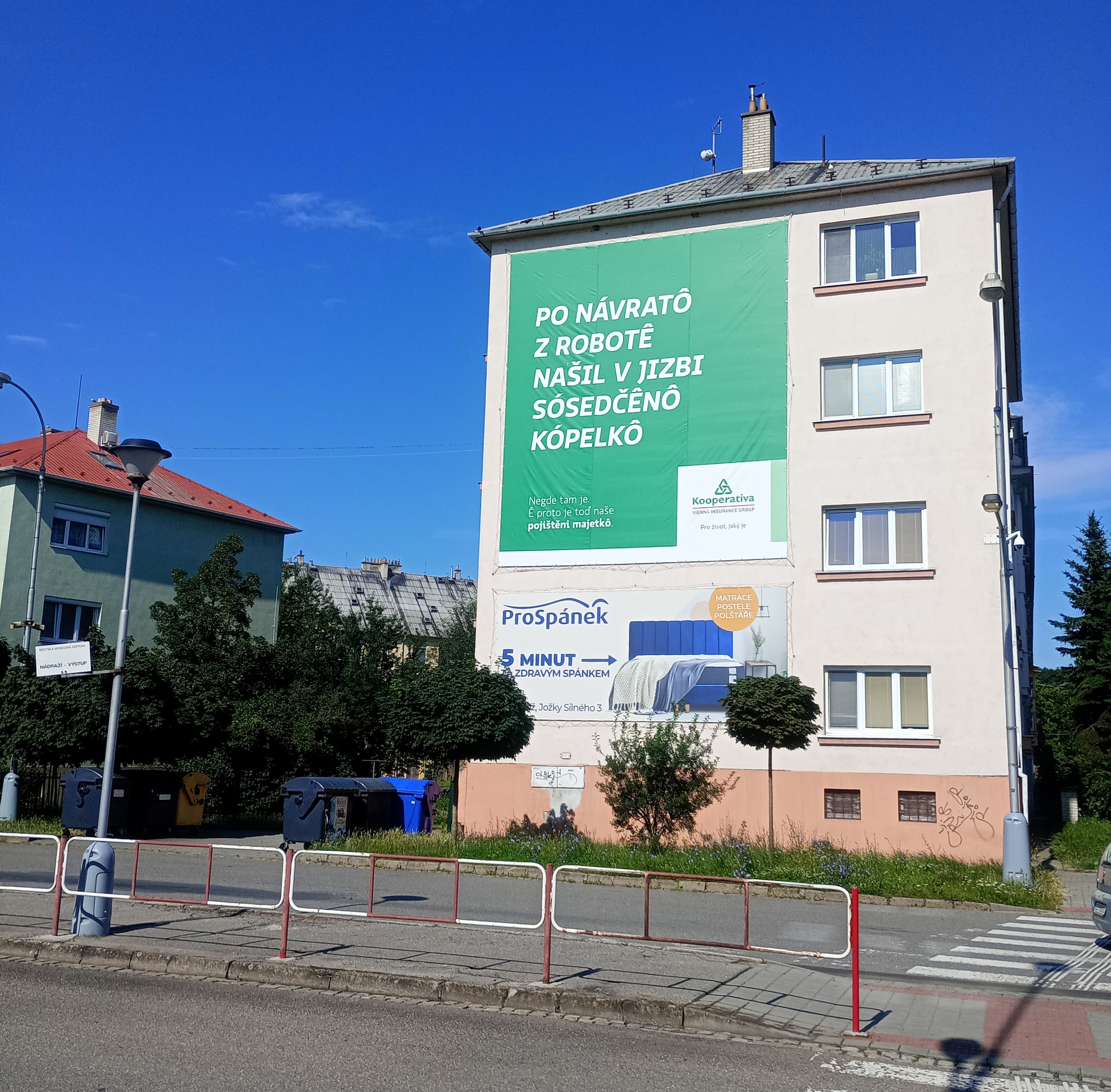
Reklama v Kroměříži psaná hanáckým nářečím

### Hlavní rysy spojující středomoravskou nářeční skupinu s českými nářečími[2]
- Shodně s českými nářečími došlo k úžení é > í (např. malý tele, mlíko oproti východomoravskému malé tele, mléko).
- V 7. pádě množného čísla převažuje stará duálová koncovka -ma (s domama apod., jako v obecné češtině).[zdroj⁠?!]

### Hlavní rysy spojující středomoravskou nářeční skupinu s ostatními moravskými nářečími[2]
- V koncovkách měkkého skloňování se zachovává nepřehlasované a tam, kde v českých nářečích došlo k přehlásce a > e (naša ulica oproti českému naše ulice).
- Podobně zůstává v měkkých koncovkách zachována hláska u tam, kde v českých nářečích došlo k přehlásce u > i (na vašu ulicu oproti českému na vaši ulici).
- V důsledku zachování nepřehlasovaných koncovek se skloňování tvrdých a měkkých vzorů shoduje v řadě pádů, u nichž došlo v českých nářečích vlivem přehlásky k rozrůznění (2. p. j. č. člověka = muža oproti českému člověka × muže; 3. p. j. č. mňestu = polu / mňesto̬ = polo̬ / mňesto = polo oproti českému mňestu × poli; 3. p. mn. č. řekám = ulicám oproti českému řekám × ulicím; 6. p. mn. č. řekách = ulicách oproti českému řekách × ulicích).
- V kmenech některých typů slov zůstává zachován krátký vokál tam, kde v českých nářečích došlo k dloužení (řvat, žaba, mucha oproti českému řvát, žába, moucha < múcha).
- Zachovává se skupina šč tam, kde v českých nářečích došlo k disimilaci šč > šť (ešče, ščesťí oproti českému ešťe, šťesťí).
- V množném čísle přídavných jmen a zájmen zůstává zachován rozdíl mezi životným a neživotným rodem tam, kde v českých nářečích došlo k jejich splynutí (ťi staří liďi × ti starí domi oproti obecně českému ti starí liďi = ti starí domi).
- V minulém příčestí sloves zůstává v mužském rodě zachováno zakončení -l tam, kde v českých nářečích tato hláska zanikla (nesl oproti obecně českému nes).
- Sloveso být nabývá ve funkci plnovýznamového slovesa tvarů já su, ti seš, zatímco ve funkci pomocného slovesa tvarů (měl) sem, (měl)-s / (měl) si.
- Rozkazovací způsob nabývá tvarů typu sedni, sednime, sednite oproti českému sedni, sedněme, sedněte.
- Tvary slovesa chtít – chcu, chcou/chcó; někdy také v minulém čase chcel, chcela….[zdroj⁠?!]
- Podstatná jména, jejichž kořen končí na z, s, l, a některá další se skloňují podle měkkého skloňování.[zdroj⁠?!]

### Hlavní rysy charakteristické pouze pro středomoravská nářečí[2]
- Hlásky é, ó odpovídající obecně českému ej, ou, východomoravskému í/ý, ú a lašskému i/y, u (staré stréc, vezó móku/móko̬/móko oproti obecně českému starej strejc, vezou mouku, východomoravskému starí stríc, vezú múku a slezskému stary stryk, vezu muku). V čuháckých nářečích došlo navíc k dalšímu vývoji é > í, ó > ú (starí stríc, vezú múku).
- Původní hlásky y, u se ve většině středomoravského prostoru změnily v široké hlásky e̬, o̬, které se výrazně lišily od starého e, o (re̬be̬, ro̬ka oproti českému ryby, ruka). V některých nářečích však došlo pouze ke změně y > e̬, zatímco původní u zůstalo zachováno, jinde tyto hlásky během dalšího vývoje splynuly s původním e, o.
- Ve jmenných paradigmatech došlo k vyrovnání některých tvarů, které ovšem v různých oblastech vedlo k odlišným výsledkům. Výrazné je např. vyrovnání 2. a 4. p. j. č. podstatných jmen vzoru přeceda, Laďa s výsledkem přecedy/přecede̬/přecede, Laďe na západě (bes přecedy/přecede̬/přecede/Laďe, viďél sem přecedy/přecede̬/přecede/Laďe) nebo přecedu/přecedo̬/přecedo, Laďu/Laďo̬/Laďo na východě (bes přecedu/přecedo̬/přecedo/Laďu/Laďo̬/Laďo, viďél sem přecedu/přecedo̬/přecedo/Laďu/Laďo̬/Laďo).

## Nářeční podskupiny

### Centrální středomoravská (hanácká) podskupina[3]

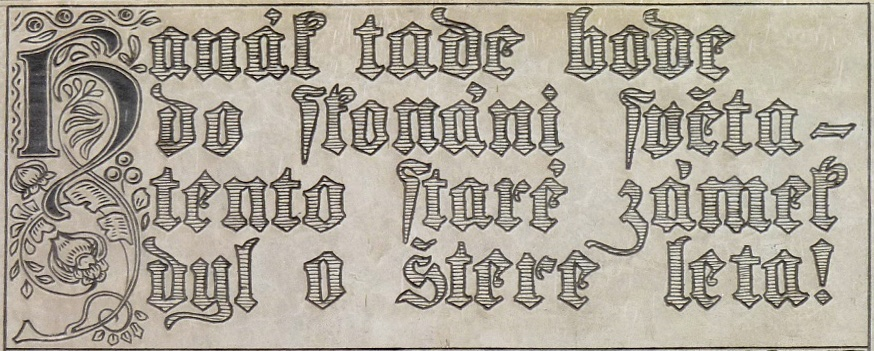
Čtyřverší „Hanák tade bo̬de“ na fasádě prostějovského zámku

Jedná se o hláskově poměrně jednotnou podskupinu. Ke společným rysům všech nářečí této oblasti patří:
- Sedmičlenný systém krátkých vokálů i, e, e̬, a, o̬, o, u. Vysoké vokály i, u vznikly zkrácením svých původních dlouhých protějšků í, ú (najit, potuček); široké e̬ pochází vedle původního y (re̬be̬, se̬n) také z měkkého i, jemuž předcházelo c, s, z, č, š, ž, ř nebo l (noce̬, se̬lné, ze̬ma, nače̬sto, še̬ška, pře̬šil, le̬ďi)
- Tříčlenný systém dlouhých vokálů é, á, ó (původní vokály í, ú se pravidelně zkrátily na i, u).
- Na západě oblasti se před původním o používá protetické v (vostatňi), před ostatními vokály se někdy vyslovuje protetické h (hale).
- V části území zůstal zachován rozdíl l × ł a znělá výslovnost pravých (párových) konsonantů na koncích slov.
- Párové konsonanty na švech slov jsou před jedinečnými konsonanty a vokály vyslovovány zněle (v okňe, až g nám oproti českému f okňe, aš k nám), na východě území dochází také ke znělé výslovnosti na švech slovesných tvarů 1. os. mn. č. rozkazovacího způsobu (poďme oproti českému poťme).
- Na východě území došlo k vyrovnání 2. a 4. p. j. č. jmen vzoru přeceda, Laďa ve prospěch 4. p. (bez přecedu/přecedo̬/přecedo).
- Na severu území dominují podobně jako v českých nářečích přehlasované tvary koncovek měkkých vzorů (naše ulice oproti celomoravskému naša ulica).

#### Ukázka textu
| „                                                | Bêl jednó jeden člověk tôze chôdobné na sfětě. Narodil se mô chlapeček, ale nigdo (nihdo) nechtěl mô jiť za kmotra, že bêl tôze chôdobné. Otec si povidá: „Milé Bože, tak sô chôdobné, že mně nihdo nechce poslóžeť v té věce; veznô (vemô) si chlapca, pudô, a keho potkám, teho naptám za kmotra, a nepotkám-lê žádnyho, kostelnik mně přece snaď poslóži.“ Šil a potkal smrť, ale nevěděl, co to je za osobô; bêla pěkná ženská, jako iná ženská. Ptal jô za kmotřêčkô. Ona se nevêmlóvala a hneď ho přêvitala kmôcháčkem, vzala chlapca na rôkê a nesla ho do kostela. Chasnička pokřtilê jak se patři. Celý text… | “ |
| — Přáslavice u Olomouce (přepsal prof. Jan Mádr) | |   |

### Jižní středomoravská (hanácká) podskupina[3]
Nářečí jižní středomoravské podskupiny se užívají na velké části jihozápadní a jižní Moravy, prostor je vymezen zhruba městy Moravské Budějovice – Třebíč – Velké Meziříčí – Kunštát na západních hranicích a městy Boskovice – Vyškov – Slavkov u Brna na východních hranicích území nářeční podskupiny.
Hlavní znaky jižní středomoravské nářeční podskupiny popisují následující body:
- Ve většině nářečí existuje pětičlenný systém krátkých vokálů i, e, a, o, u, v němž hlásky e, o vychází vedle původního e, o také ze starého y, u (oproti centrální podskupině zde tedy neexistuje fonologický rozdíl mezi e, o a e̬, o̬, které v průběhu vývoje splynuly). Na severovýchodě oblasti došlo pouze ke splynutí o̬ a o, zatímco fonologický rozdíl e × e̬ zůstal zachován. V tzv. horských nářečích na Tišnovsku naopak došlo pouze ke splynutí e a e̬, zatímco hlásky o, o̬ se dále vyvíjely v u a o, následkem čehož došlo k výměně těchto hlásek ve srovnání s původním stavem (např. kupec < kopec, kopec < ko̬pec < kupec). Na Znojemsku vznikl z původního i polovokál ə (šlə „šli“, přəleťél „přiletěli“[5]), v některých pozicích zcela zaniklo (vóň nevjeďél „oni nevěděli“[5]).
- Na většině území existuje podobně jako v centrální podskupině tříčlenný systém dlouhých vokálů é, á, ó. V horských nářečích zůstalo navíc zachováno původní í, ú a systém je zde tedy pětičlenný. Na Židlochovicku naopak ve vývoji dále splynuly původní vokály á, ó v jediné ḁ́, jehož artikulace se pohybuje mezi oběma vokály původními (jḁ́ „já“, kḁ́sek „kousek“[6]).
- Původnímu o na počátku slov pravidelně předchází protetické v (voňi „oni“), před ostatními vokály se velmi často užívá protetické h (hovázal „uvázal“[7]).
- Párové konsonanty na švech slov jsou před jedinečnými konsonanty a vokály vyslovovány zněle (f okňe, aš k nám).
- Na jihozápadě oblasti dochází ve 2., 3. a 6. p. j. č. přídavných jmen ženského rodu k úžení é > í shodnému s českými nářečími (vo tí mladí).
- U podstatných jmen vzoru přeceda, Laďa došlo k vyrovnání 2. a 4. p. j. č. ve prospěch 2. p. (viďél sem přecedi).
- Vokál předcházející koncovému l ve tvarech minulého příčestí je vyslovován dlouze (přijél, uviďél[8]).

### Západní středomoravská (hanácká) okrajová podskupina[9]
- Systém krátkých vokálů je v nářečích této skupiny buď šestičlenný (i, e, e̬, a, o, u), místy se zachováním původního y nebo jeho změnou v polovokál ə, nebo pětičlenný, kde e < y splynulo s původním e v jedinou hlásku.
- Systém dlouhých vokálů je buď tříčlenný (é, á, ó) nebo pětičlenný, zejména na severu a západě území (í, é, á, ó, ú).
- Místy jsou ve výslovnosti zachovány některé archaické rysy, zejména zbytky měkkých retnic, rozlišování l × ł a stopy obouretného w (dewjet[10]).
- Na jihu území dochází k dlouhé výslovnosti vokálu předcházejícího koncovému l ve tvarech minulého příčestí (starál se, nemňél[11]).
- Nevyslovuje se protetické j před i na začátku slov (idlo „jídlo“).
- Vyskytují se zde některé české rysy, například progresivní asimilace znělosti sh na sch (schořet[10]) nebo nevyslovované l v mužských tvarech příčestí minulého (moch sem[12]).

### Východní středomoravská (hanácká) podskupina
Území nářečí východní středomoravské podskupiny je zhruba od východního okraje střední a jižní podskupiny po hranici východomoravské nářeční skupiny (patří tam např. města (s ohledem na specifika městské mluvy) Kojetín nebo Kroměříž).
Hlavní znaky východní středomoravské nářeční podskupiny popisují následující body:
- Na samém východě území a v okolí Slavkova a Bučovic zůstává zachován pětičlenný systém krátkých vokálů i, e, a, o, u. V některých okrajových oblastech existuje systém šestičlenný se širokým e̬ < y, v okolí Přerova a Kojetína pak široké vokály e < y, o < u splynuly se svými úzkými protějšky, což dalo vzniknout systému pětičlennému.
- Systém dlouhých vokálů je na východě pětičlenný (í, é, á, ó, ú), na východě pak tříčlenný (é, á, ó, v čuháckých nářečích pak následkem úžení í, á, ú).
- Hlásky é, ó jsou podobně jako ve východomoravských nářečích vyslovovány zavřeně (ẹ́, ọ́). Tato výslovnost vedla ve skupině čuháckých nářečí na hranici s centrální podskupinou k vývoji é > í, ó > ú (drohí deň < drohẹ́ deň < drohé deň,[13] kohút < kohọ́t < kohót[14]).
- Párové konsonanty na švech slov jsou před jedinečnými konsonanty a vokály vyslovovány zněle (v okňe, až g nám) s výjimkou úseku v okolí Slavkova a Bučovic, kde dochází k výslovnosti neznělé.
- Nevyslovuje se protetické v před o na začátku slov (oko), objevuje se pouze nepravidelně v nářečích kolem Slavkova a Bučovic. Zpravidla se také nevyslovuje protetické j před i (ináč[15]).
- Původní měkká retnice ḿ se na východě území vyvinula shodně s východomoravskými nářečími v mj (mjesto), na západě pak shodně s češtinou v mň (mňesto).
- Shodně s východomoravskými nářečími se zachovávají původní nestažené tvary přivlastňovacích zájmen (svojeho, svojemu).
- Shodně s východomoravskými nářečími se u podstatných jmen mužského a středního rodu užívá ve 3. p. mn. č. koncovka -om (mužom, kuřatom), na východě území pak také v 6. p. mn. č. koncovka -och (o mužoch).
- Na východě území se dlouží hláska o, následuje-li j nebo ň (stóji,[16] hóňí).

## Středomoravská literatura
- Alois a Vilém Mrštíkové: Maryša (1894)
- Jakub Obrovský: Vo tem Trósilovým praseti a hiný věce, příběhe a sne z péra Ferdiša Fókala (1940)
- Ondřej Přikryl: Hanácky pěsničke (1928) (Dostupné online)